# インターナショナル・スタイル

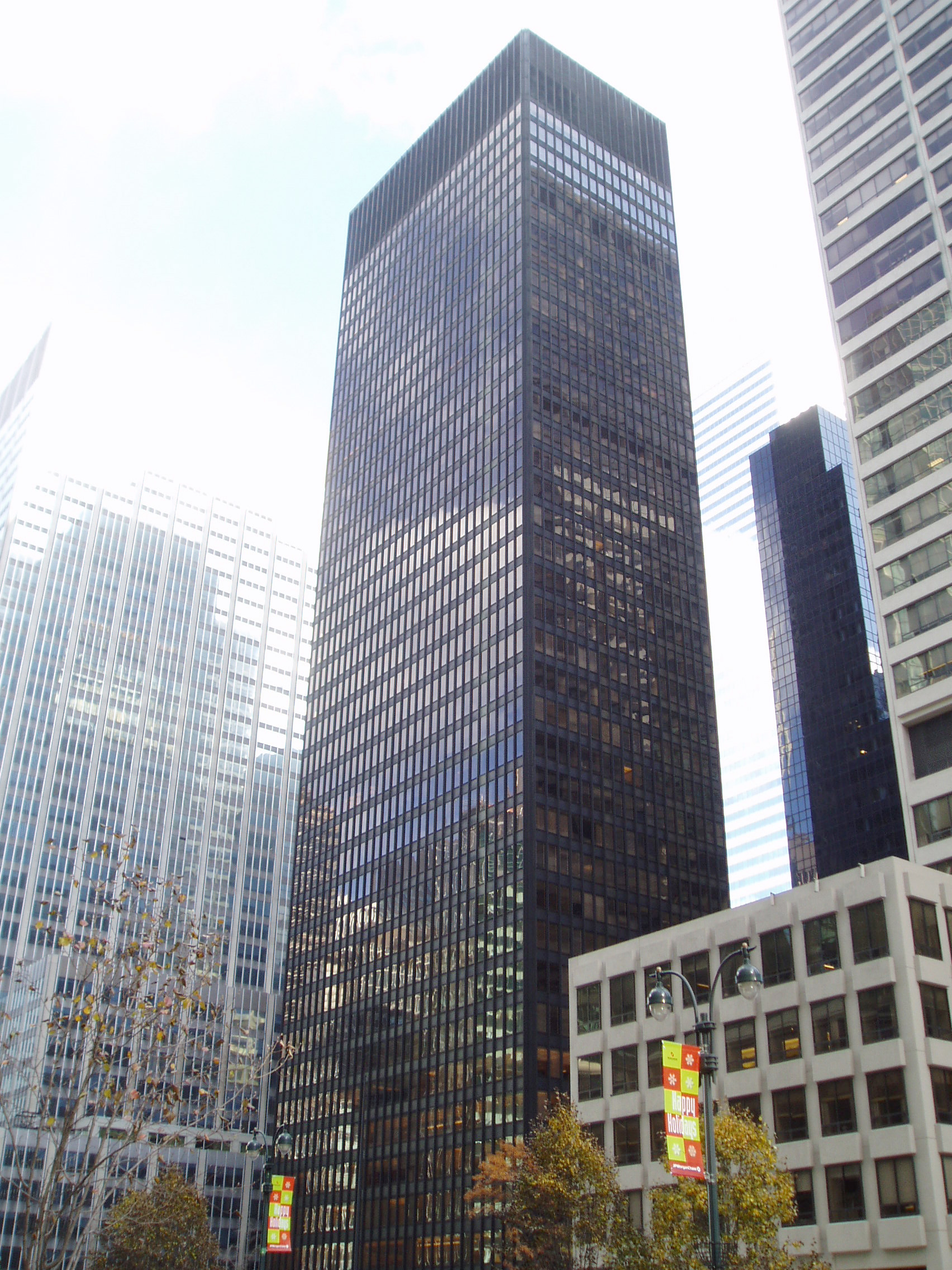
インターナショナルスタイルの代表作の一つ、ミース・ファン・デル・ローエとフィリップ・ジョンソン共同設計によるシーグラム・ビルディング

インターナショナル・スタイル（International Style, 国際様式、インターナショナル様式）とは、国際的な展開をしていた近代建築において、個人や地域などの特殊性をこえて、世界共通の様式へと向かおうとするもの。代表例としては、ミース・ファン・デル・ローエの一連の作品が挙げられる。
鉄とガラスとコンクリートを合理的に駆使するデザインが、ミース・ファン・デル・ローエ、ル・コルビュジエにより提唱された。
最初にヴァルター・グロピウスが指摘（バウハウス叢書第1巻・『国際建築』・1925年）した。
のちにニューヨーク近代美術館での展覧会において、フィリップ・ジョンソン、H・R・ヒッチコックが定着させた（『インターナショナル・スタイル：1922年以降の建築』）。